# Distretto municipale di Akuapem Nord
Il distretto municipale di Akuapem Nord (ufficialmente Akuapem North Municipal District, in inglese) è un distretto della Regione Orientale del Ghana.